# Collegio uninominale Sardegna - 04 (2017)
Il collegio elettorale uninominale Sardegna - 04 è stato un collegio elettorale uninominale della Repubblica Italiana per l'elezione della Camera tra il 2017 ed il 2022.

## Territorio
Come previsto dalla legge elettorale italiana del 2017, il collegio era stato definito tramite decreto legislativo all'interno della circoscrizione Sardegna.
Era formato dal territorio di 26 comuni: Alghero, Banari, Bessude, Cargeghe, Chiaramonti, Codrongianos, Florinas, Ittiri, Monteleone Rocca Doria, Muros, Olmedo, Osilo, Ossi, Ploaghe, Porto Torres, Putifigari, Romana, Sassari, Sennori, Siligo, Sorso, Stintino, Tissi, Uri, Usini e Villanova Monteleone.
Il collegio era quindi interamente compreso nella provincia di Sassari.
Il collegio era parte del collegio plurinominale Sardegna - 02.

## Eletti
| Elezione | Elezione | Deputato        | Partito            |
| -------- | -------- | --------------- | ------------------ |
|          | 2018     | Mario Perantoni | Movimento 5 Stelle |

## Dati elettorali

### XVIII legislatura
Come previsto dalla legge elettorale, 232 deputati erano eletti con sistema a maggioranza relativa in altrettanti collegi uninominali a turno unico.
| Candidati              | Candidati                 | Voti    | %     | Liste                    | Voti    | %     |
| ---------------------- | ------------------------- | ------- | ----- | ------------------------ | ------- | ----- |
|                        | Mario Perantoni ✔️ Eletto | 62 385  | 44,31 | Movimento 5 Stelle       | 62 385  | 44,31 |
|                        | Maria Grazia Salaris      | 39 012  | 27,71 | Forza Italia             | 17 765  | 12,62 |
| Lega                   | Maria Grazia Salaris      | 39 012  | 27,71 | 14 564                   | 10,35   |       |
| Fratelli d'Italia      | Maria Grazia Salaris      | 39 012  | 27,71 | 4 667                    | 3,32    |       |
| Noi con l'Italia - UDC | Maria Grazia Salaris      | 39 012  | 27,71 | 2 016                    | 1,43    |       |
|                        | Silvio Lai                | 27 714  | 19,69 | Partito Democratico      | 23 714  | 16,84 |
| +Europa                | Silvio Lai                | 27 714  | 19,69 | 2 909                    | 2,07    |       |
| Civica Popolare        | Silvio Lai                | 27 714  | 19,69 | 684                      | 0,49    |       |
| Italia Europa Insieme  | Silvio Lai                | 27 714  | 19,69 | 407                      | 0,29    |       |
|                        | Antonella Chirigoni       | 4 252   | 3,02  | Liberi e Uguali          | 4 252   | 3,02  |
|                        | Tiziana Costa             | 2 944   | 2,09  | Autodeterminatzione      | 2 944   | 2,09  |
|                        | Andrea Farris             | 1 473   | 1,05  | CasaPound                | 1 473   | 1,05  |
|                        | Giovanni Nuscis           | 1 196   | 0,85  | Potere al Popolo!        | 1 196   | 0,85  |
|                        | Maria Grazia Pippia       | 767     | 0,54  | Partito Comunista        | 767     | 0,54  |
|                        | Michele Atzeni            | 668     | 0,47  | Il Popolo della Famiglia | 668     | 0,47  |
|                        | Angelo Idda               | 371     | 0,26  | Partito Valore Umano     | 371     | 0,26  |
| Totale                 | Totale                    | 140 782 | 100   |                          | 140 782 | 100   |
|                        |                           |         |       |                          |         |       |
| Voti non validi        | Voti non validi           | 4 236   | 2,92  |                          |         |       |
| Votanti                | Votanti                   | 145 018 | 66,39 |                          |         |       |
| Elettori               | Elettori                  | 218 443 |       |                          |         |       |